# Mailstore
MailStore est un logiciel d'archivage électronique des courriels, disponible en version Home (gratuite) pour les particuliers et en version Server pour les entreprises.
La version Home est compatible avec tous les clients de messagerie (Microsoft Outlook, Outlook Express, Windows Mail, Mozilla Thunderbird... ), les webmails (Gmail, Yahoo!...) ou n'importe quelle boîte aux lettres POP ou IMAP.
La version Server fonctionne avec tout serveur de messagerie électronique : MS Exchange,  IBM Lotus Domino, Novell GroupWise, postfix, sendmail,  etc. En version Server, MailStore permet également d'archiver automatiquement tout le courrier, d'importer/exporter les archives dans de nombreux formats (fichier PST/MSG/EML/MBOX) et sur divers supports (CD/DVD, répertoire de fichiers, boîte IMAP...) ; et propose des outils de gestion du courrier pour les entreprises.

## Historique des versions majeures (MailStore Server)
- Version 8.0 - 18 février 2013 - Support de MS Exchange Server 2013. Support 64 bits.
- Version 5.1 - 24 septembre 2010 - Serveur IMAP permettant aux utilisateurs d'accéder à leur archive depuis quasiment tous les clients de messagerie et smartphones.
- Version 5.0 - 5 juillet 2010 - Intégration transparente avec Microsoft Outlook.
- Version 4.6 - 18 janvier 2010 - Support de Microsoft Exchange 2010.
- Version 4.5 - 30 novembre 2009 - Nouveaux outils d'administration. Fonctionnalité de sauvegarde intégrée.
- Version 4.0 - 6 avril 2009 - Accès aux archives par le web. Client pour iPhone et iPod Touch.
- Version 3.0 - 17 novembre 2008
- Version 2.6 - 5 mai 2008 - Archivage des dossiers publics de Microsoft Exchange.
- Version 2.5 - 13 février 2008
- Version 2.0 - 3 décembre 2007
- Version 1.6 - 17 octobre 2007